# Елворд (Айова)
Елворд (англ. Alvord) — місто (англ. city) в США, в окрузі Лайон штату Айова. Населення — 206 осіб (2020).

## Географія
Елворд розташований за координатами 43°20′30″ пн. ш. 96°18′9″ зх. д. / 43.34167° пн. ш. 96.30250° зх. д. (43.341789, -96.302594).  За даними Бюро перепису населення США в 2010 році місто мало площу 0,71 км², уся площа — суходіл.

## Демографія
Згідно з переписом 2010 року, у місті мешкало 196 осіб у 79 домогосподарствах у складі 54 родин. Густота населення становила 275 осіб/км².  Було 85 помешкань (119/км²).
Расовий склад населення:
| - 89,8 % — білих - 8,2 % — осіб інших рас |

До двох чи більше рас належало 2,0 %. Частка іспаномовних становила 11,2 % від усіх жителів.
За віковим діапазоном населення розподілялося таким чином: 27,6 % — особи молодші 18 років, 59,6 % — особи у віці 18—64 років, 12,8 % — особи у віці 65 років та старші. Медіана віку мешканця становила 38,5 року. На 100 осіб жіночої статі у місті припадало 102,1 чоловіків;  на 100 жінок у віці від 18 років та старших — 82,1 чоловіків також старших 18 років.
Середній дохід на одне домашнє господарство  становив 62 244 долари США (медіана — 53 750), а середній дохід на одну сім'ю — 70 398 доларів (медіана — 69 375). Медіана доходів становила 40 625 доларів для чоловіків та 26 458 доларів для жінок. За межею бідності перебувало 3,9 % осіб, у тому числі 1,9 % дітей у віці до 18 років та 3,1 % осіб у віці 65 років та старших.
Цивільне працевлаштоване населення становило 145 осіб. Основні галузі зайнятості: виробництво — 28,3 %, освіта, охорона здоров'я та соціальна допомога — 19,3 %, роздрібна торгівля — 15,9 %.